# Liste der Hochhäuser in Delaware
In der Liste der Hochhäuser in Delaware werden die höchsten Hochhäuser im US-Bundesstaat Delaware ab einer strukturellen Höhe von 60 Metern aufgezählt. Das bedeutet die Höhe bis zum höchsten Punkt des Gebäudes ohne Antenne. Aufgezählt werden nur fertiggestellte und im Bau befindliche Hochhäuser.

## Auflistung der Hochhäuser nach Höhe
| Nr. | Name                                | Stadt      | Höhe    | Etagen | Baujahr | Status |
| --- | ----------------------------------- | ---------- | ------- | ------ | ------- | ------ |
| 1.  | 1201 North Market Street            | Wilmington | 100,6 m | 23     | 1988    | Erbaut |
| 2.  | New Castle County Courthouse        | Wilmington | 90,5 m  | 12     | 2002    | Erbaut |
| 3.  | River Tower at Christina Landing    | Wilmington | 89,1 m  | 27     | 2007    | Erbaut |
| 4.  | 1105 North Market Street            | Wilmington | 86 m    | 23     | 1970    | Erbaut |
| 5.  | Brandywine Building                 | Wilmington | 79 m    | 19     | 1970    | Erbaut |
| 6.  | Citizens Bank Center                | Wilmington | 77,1 m  | 20     | 1965    | Erbaut |
| 7.  | PNC Bank Building                   | Wilmington | 75,2 m  | 18     | 1987    | Erbaut |
| 8.  | 300 Delaware Avenue                 | Wilmington | 71 m    | 17     | 1970    | Erbaut |
| 9.  | Park Plaza Condominiums             | Wilmington | 70,9 m  | 18     |         | Erbaut |
| 10. | The Residences at Christina Landing | Wilmington | 70,1 m  | 22     | 2005    | Erbaut |
| =   | 500 Delaware Avenue                 | Wilmington | 70,1 m  | 15     | 2006    | Erbaut |
| 12. | Hercules Plaza                      | Wilmington | 70 m    | 12     | 1982    | Erbaut |
| 13. | One Christina Centre                | Wilmington | 64,5 m  | 16     | 1988    | Erbaut |
| 14. | Delaware Trust Building             | Wilmington | 62,6 m  | 15     | 1939    | Erbaut |